# Милан Симовић (народни херој)
Милан Симовић (Шип, код Пала, 12. јул 1909 — Иловача, код Горажда, 21. јануар 1942), учесник Народноослободилачке борбе и народни херој Југославије.

## Биографија
Рођен је 12. јула 1909. године у селу Шипу, у близини Пала, код Сарајева. После завршетка основне школе, остао је у родном месту и до одслужења војног рока се бавио земљорадњом. После одслужења војног рока, радио је најпре као надничар, а затим као скретничар и чувар пруге између Вишеграда и Стамболчића. Као млади радник је приступио радничком покрету, а 1937. године је постао члан Комунистичке партије Југославије (КПЈ).
После окупације Краљевине Југославије и формирања усташке Независне Државе Хрватске, Милан је напустио службу и вратио се у родно место, где је активно учествовао у припремама оружаног устанка. Био је изабран за командриа прве устаничке чете формиране у његовом крају, а која је касније ушла у састав Романијског партизанског одреда, под командом Славише Вајнера „Чиче романијског“. Прву акцију, Милан је са својом четом извео у селу Довлићима, где је најпре разоружао стражу, која је чувала пругу, а затим разрушио железничку пругу.
Користећи експлозив из неексплодираних авионских бомби, које му је слао Штаб Романијског партизанског одреда, Милан је са својим борцима, порушио - мост код села Ракита, дугачак 140 метара, а затим мостове код села Сјетлине, Гајева, Подкорана и др. Пуних шест месеци је његова чета водила борбе против усташко-домобранских снага које су покушавале да обезбеде саобраћај на прузи Сарајево-Вишеград.
Милан је иако комадир чете, учествовао у скоро свим борбама своје чете, а посебно се истакао у борбама - на Шиљицама, код Мајдана, Космаја, Прутине, Грачанице и Праче. У селу Сјетлини, где се налазило 1.500 непријатељских војника, успео је да, са својим борцима, на јуриш заузме железничку станицу и поруши железничка постројења. У селу Стамболчићу је пиштољем убио непријатељског митраљесца и заробио његов митраљез, а на Палама је успео да зароби неколико непријатељских официра. Када је образован привремени фронт на Палама, Милан је био постављен за његовог команданта. У борби која се водила два дана и две ноћи на Добрим Водама и Буковцу, средином новембра 1941. године, Милан је успео да сам убије дванаест немачких војника.
После формирања Прве пролетерске ударне бригаде, Милан је заједно са својим оцем Данилом, почетком јануара 1942. године, ступио у бригаду. На путу за Фочу, 21. јануара 1942, код села Иловаче је упао је у усташку заседу и био рањен. Пошто је био рањен у ногу, није могао да се креће, па су га усташе заклале.
Одлуком Врховног штаба НОВ и ПОЈ, 6. септембра 1942. године, проглашен је за народног хероја, међу првим борцима НОВ и ПОЈ. У „Билтену Врховног штаба“ бр 20-22 о проглашењу Милан Симовића за народног хероја пише:
| „ | По одлуци Врховног штаба НОВ и ПОЈ даје се назив народног хероја другу Симовићу Милану, командиру Витешке чете Романијског партизанског одреда. У току петомјесечне борбе, у којој је лично учествовао и био у првим редовима, организовао је рушење жељ. пруге Сарајево—Вишеград и тако је онеспособио за више од 10 мјесеци. Друг Симовић је погинуо од мучке усташке руке. | ” |